# Gerätetreiber
Ein Gerätetreiber (lehnübersetzt zum englischen device driver), häufig kurz nur Treiber genannt, ist ein Computerprogramm oder Softwaremodul, das die Interaktion mit angeschlossenen, eingebauten (Hardware) oder virtuellen Geräten steuert. Dazu kommuniziert der Treiber auf der einen Seite meist direkt mit dem Gerät und tauscht Steuersignale und Daten mit dem Gerät aus, über den Kommunikationsbus (Hardware-Schnittstelle) oder ein Basis-Kommunikationssystem des Betriebssystems. Auf der anderen Seite bietet der Treiber dem Betriebssystem und/oder der Anwendungssoftware eine genormte Schnittstelle, damit dieses konkrete Gerät auf gleiche Weise angesprochen werden kann wie gleichartige Geräte anderer Hersteller.
Bedingt durch ihre Funktion sind Gerätetreiber, zum Beispiel Druckertreiber, stark hardware- und betriebssystemabhängig.

Der Begriff Treiber wird auch allgemeiner für Software benutzt, die eine Schnittstelle zu einem anderen Computer-System realisiert, also zu einer Kombination von Hard- und Software (etwa JDBC-Treiber, Protokoll-Treiber). Auch hier ermöglicht der Treiber eine genormte Kommunikationsweise mit verschiedenartigen Systemen.

## Aufgabe
Die Hauptaufgabe von Gerätetreibern ist das Bereitstellen von hardwarenahen Funktionen durch die Hardwareabstraktionsschicht. Alle Arten von Geräten sind unterschiedlich, selbst Geräte, die denselben Zweck erfüllen. Sogar die verschiedenen Modelle eines Gerätes desselben Herstellers, die zum Beispiel neue Funktionen oder mehr Leistung versprechen, werden oft völlig anders angesteuert.
Von Computern und ihren Betriebssystemen kann nicht erwartet werden, dass sie mit all diesen verschiedenen Arten umgehen können, erst recht nicht mit zukünftigen Geräten. Um dieses Problem zu lösen, gibt das Betriebssystem vor, wie eine Klasse von Geräten angesprochen werden sollte. Die Gerätetreiber kümmern sich dann um die Übersetzung dieser Funktionsaufrufe des Betriebssystems in gerätespezifische Steuersignale. Theoretisch sollte also auch ein völlig neues Gerät mit völlig neuer Ansteuerung problemlos funktionieren, sobald ein Treiber für dieses Gerät vorliegt. Das Betriebssystem sollte es mit denselben Funktionsaufrufen ansprechen können wie jedes andere Gerät auch.
Oft existieren viele verschiedene Varianten eines Treibers, in erster Linie abhängig von der unterstützten Hardware, oft auch in verschiedenen (Entwicklungs-)Versionen. Zudem muss für jedes unterstützte Betriebssystem eine Variante existieren, da die Schnittstellen hierzu zum Beispiel bei Windows oder Linux stark unterschiedlich sind. Weiterhin besteht eine Abhängigkeit von der grundlegenden Architektur des Rechners und des Betriebssystems, auch von der Verarbeitungsbandbreite. Ist kein Treiber für ein bestimmtes Betriebssystem oder eine Architektur vorhanden, kann unter Umständen eine entsprechende Umgebung emuliert, also weitere Abstraktionsschichten hinzugefügt werden.
Ohne passenden Treiber ist eine Hardwarekomponente nutzlos, wenn sie nicht autonom arbeitet und auf Unterstützung durch Software angewiesen ist.

## Übergreifendes Schnittstellenmodell
Folgt die Schnittstellennorm einem übergreifenden standardisierten Modell, so bietet sie dem Betriebssystem oder der Anwendungssoftware die Möglichkeit, auch Geräte eines gänzlich unterschiedlichen Typs geordnet anzusprechen; beispielsweise könnte eine Software zum Abspielen eines Musikstücks dann nicht nur einen Soundkarten-Treiber verwenden, sondern auch die Tondaten über einen Netzwerktreiber versenden, da dieser ebenfalls einen Datenstrom annehmen kann. Eine spezielle Anpassung der Anwendung an dieses Szenario ist so nicht mehr nötig. Das übergreifende Schnittstellenmodell erleichtert die Programmierung der Anwendungssoftware und ermöglicht einen universelleren Einsatz, auch mit noch unbekannten, zukünftigen Gerätetypen. Einige frühere Betriebssysteme, wie MS-DOS, enthielten diese Abstraktion nicht.

## Entwicklung
Einen Gerätetreiber zu programmieren, gilt in den meisten Fällen als Herausforderung, da es ein eingehendes Verständnis der Funktionsweise einer Plattform erfordert, sowohl auf der Hardware- wie der Softwareseite.
Im Gegensatz zu den meisten anderen Arten von Software, die bei Verwendung eines modernen Betriebssystems jederzeit gestoppt werden können, ohne den Rest des Systems zu beeinflussen, bedeutet ein Programmfehler in einem Gerätetreiber in vielen Fällen, dass das System vollständig zusammenbrechen kann, was den Verlust von Daten oder (in Extremfällen) sogar die Zerstörung von Hardwareteilen zur Folge haben kann. Außerdem ist die Fehlersuche bei Gerätetreibern schwierig, da dies häufig bedeutet, die Hardware selbst zu überwachen. Daher wird normalerweise das zu testende System über die serielle Schnittstelle mit einem anderen Computer verbunden. So kann das Testsystem ferngesteuert und der Status jederzeit abgefragt werden.
Normalerweise werden Gerätetreiber daher von den Hardwareherstellern selbst geschrieben, da nur sie das genaue Design der Hardware kennen. Außerdem liegt es im Interesse der Hardwarehersteller, dass Kunden ihr Produkt optimal nutzen können.
Dennoch wurden in den letzten Jahren zahlreiche Gerätetreiber von Außenstehenden entwickelt, hauptsächlich für freie Betriebssysteme. Aber auch hier ist die Mitarbeit des Herstellers wichtig, da Reverse Engineering (Herausfinden der Funktionsweise) bei Hardware viel schwieriger als bei Software ist. Ohne diese Mitarbeit ist es beinahe unmöglich, Treibersoftware zu programmieren.
Sogenannte Klassentreiber (auch generische Treiber genannt) sind weitestgehend herstellerunabhängig. Oft genannte Beispiele hierfür sind Klassentreiber für Drucker oder für die Geräteklassen, die am Universal-Serial-Bus angeschlossen werden können, wobei hier die Massenspeicher eine Vorreiterrolle spielen.

## Probleme

### Verfügbarkeit
Gerade bei älteren Computern sind oft die nötigen Datenträger mit den Gerätetreibern nicht mehr vorhanden. Da einige Komponenten des Computers nur unzulänglich gekennzeichnet oder beschriftet sind, ist es oft nicht möglich, ohne fachliche Hilfe einen geeigneten Treiber zu beschaffen, da der Hersteller der Komponente nicht bekannt ist. Dies kann insbesondere dann zu Problemen führen, wenn die Gerätetreiber beispielsweise nach einer Neuinstallation des Betriebssystems benötigt werden. In solchen Fällen können Systeminformationsprogramme, die oftmals als Freeware angeboten werden, Abhilfe schaffen. Diese zeigen in der Regel die Hersteller- und Modellbezeichnungen nach einem Systemtest an, so dass der nötige Treiber beschafft werden kann. Es gibt auch Programme, die Treiber aus einem noch laufenden System extrahieren können, damit man sie auf dem anderen System einbinden kann.

### Proprietäre Treiber
Ein weiteres Problem stellt die Herstellerabhängigkeit bei proprietären Treibern dar. Treiber sind häufig nur auf wenigen Betriebssystemen und Betriebssystemversionen lauffähig. Wenn der Anwender eine neue Betriebssystemversion verwenden möchte, ist er von Gerätetreibern des Herstellers abhängig. Häufig sind funktionstüchtige Hardwarekomponenten mit proprietären Treibern mit neueren Betriebssystemen nicht lauffähig. Dies hängt oft mit den kommerziellen Interessen von Hardwareherstellern zusammen, die neue Hardware verkaufen möchten. Bei Open-Source-Treibern ist dieser Nachteil gemildert. Die Treiber müssen ebenfalls an das neuere System angepasst werden, aber der Benutzer kann selbst an der Entwicklung mitarbeiten oder Änderungen vorschlagen.